# Chorthippus rufifemurus
Chorthippus rufifemurus is een rechtvleugelig insect uit de familie veldsprinkhanen (Acrididae). De wetenschappelijke naam van deze soort is voor het eerst geldig gepubliceerd in 1996 door Zheng, Ma & Wang.